# الخطوة الخامسة (قصة قصيرة)
«الخطوة الخامسة» هي قصة قصيرة كتبها ستيفن كينغ ونُشرت لأول مرة في عدد مارس 2020 من مجلة هاربر .

## ملخص الحبكة

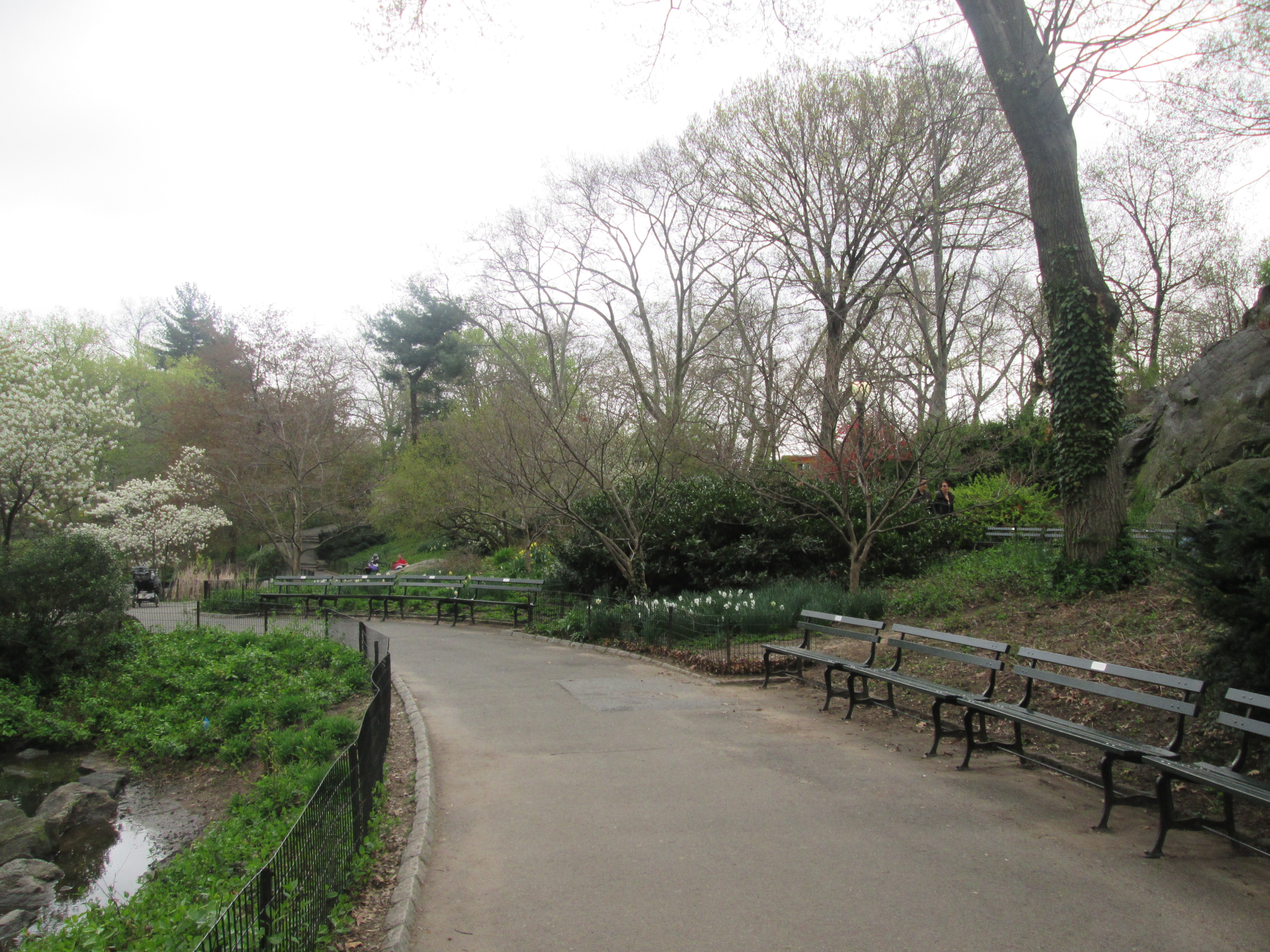
تجري "الخطوة الخامسة" على مقعد في سنترال بارك.

يعد هارولد جاميسون أرمل ومتقاعد ويبلغ من العمر 68 عامًا ويعيش في مدينة نيويورك، وأثناء قراءة صحيفة نيويورك تايمز على مقعد في سنترال بارك ذات صباح اقترب منه «جاك» بائع كحول يحاول إكمال برنامج مدمني الكحول المجهولون من برنامج الاثنتي عشر خطوة، وصل جاك إلى الخطوة الخامسة «اعترف لله ولأنفسنا ولإنسان آخر بالطبيعة الدقيقة لأخطائنا» وبناءً على طلب كفيله اقترب من جاميسون ويعد شخص غريب ليطلب منه الاستماع إلى اعترافاته.
وبعد أن وافق جاميسون على الاستماع قام جاك بسرد أخطائه المختلفة والتي تشمل القتال مع طالب آخر في الصف الرابع بدون سبب وسرقة الكحول من والدته وشراء الكحول لرجل بلا مأوى والغش في جامعة براون، وتهريب الكوكايين عبر الحدود الكندية والكذب على صاحب العمل والكذب على زوجته، فيشعر جاميسون بعدم الارتياح بعد أن وصف جاك رغبته في ضرب زوجته بعد أن جادلت معه بشأن شربه.

وبينما يستعد جاك للمغادرة يعترف لجاميسون أنه قتل زوجته ثم يطعن جاميسون بين ضلوعه باستخدام معول الثلج، وبينما يترك جاك جاميسون وعلى ما يبدو انه يحتضر على مقاعد البدلاء اعترف بأنه يستمتع بقتل الناس واصفًا ذلك بأنه «رئيس أخطائي». 

## النشر
نُشرت «الخطوة الخامسة» في الأصل في عدد مارس 2020 من مجلة هاربر .

## استقبال
وصف الموقع الإلكتروني EverythingStephenKing.com «الخطوة الخامسة» بأنها «قصة جميلة يتم سردها جيدًا» - مشيرًا إلى أن «قدرة كينغ على إنشاء شخصيات ومواقف يمكن تصديقها لم تتضاءل على مر السنين» - ولكن أيضًا «يمكن نسيانها» مع نهاية يمكن التنبؤ بها.

## أنظر أيضا
- ببليوغرافيا روائية قصيرة لستيفن كينج

## روابط خارجية
- «الخطوة الخامسة» في موقع StephenKing.com
- «الخطوة الخامسة» في Harpers.org